# Campaña presidencial de Bill Clinton de 1992
La campaña presidencial de 1992 de Bill Clinton, entonces gobernador de Arkansas, fue anunciada el 3 de octubre de 1991 en Little Rock, Arkansas. Después de ganar la mayoría de los delegados en las primarias demócratas de 1992, la campaña anunció que el entonces senador junior de Tennessee, Al Gore, sería el compañero de fórmula de Clinton. La fórmula Clinton-Gore logró derrotar al presidente republicano en ejercicio George H. W. Bush y al vicepresidente Dan Quayle en las elecciones presidenciales del 3 de noviembre de 1992, y asumieron el cargo de 42° presidente y 45° vicepresidente, respectivamente, el 20 de enero de 1993.

## Antecedentes del candidato
Clinton era el gobernador de un estado sureño tradicionalmente conservador, Arkansas. Había sido visto como un candidato presidencial viable antes de su candidatura efectiva en 1992. Durante las primarias presidenciales del Partido Demócrata de 1988, donde George H. W. Bush, el vicepresidente en ejercicio, parecía casi inevitable como presidente, muchos se volvieron hacia Clinton como el próximo líder sureño del partido. Bill Clinton era visto como un candidato potencial ya que era un gobernador demócrata popular en un estado que había votado por los republicanos en cuatro de las últimas cinco elecciones presidenciales. Rompiendo con la tradicional plataforma de izquierda del Partido Demócrata, Clinton abrazó las ideas de la Tercera Vía. Expresidente del DLC, se postuló como un Nuevo Demócrata.

## Cronología

### Primarias
A raíz de los altísimos índices de aprobación del presidente George H. W. Bush después de la Operación Tormenta del Desierto, los medios estadounidenses le dieron al Partido Demócrata pocas posibilidades de ganar la presidencia en 1992. Los primeros candidatos demócratas incluyeron a Bill Bradley, entonces senador de Nueva Jersey; Jesse Jackson, quien terminó segundo en 1988; Dick Gephardt, congresista de Misuri; Al Gore, entonces senador de Tennessee; y Jay Rockefeller, senador de Virginia Occidental. Pero cada uno se retiró temprano de la contienda; ni Bradley ni Rockefeller se consideraban preparados para postularse, Gephardt parecía aceptar la reelección de Bush como algo seguro, y Gore había optado por pasar más tiempo con su familia tras un trágico accidente que amenazó la vida de su pequeño hijo. El favorito más notable, Mario Cuomo, decidió no postularse el 20 de diciembre de 1991, el último día para postularse para participar en las primarias de New Hampshire.
En el período previo a las primarias demócratas de New Hampshire de 1992, la campaña de Clinton se vio sacudida por el escándalo cuando Gennifer Flowers acusó a Clinton de tener una aventura sexual durante 12 años. Al mismo tiempo, Clinton fue acusado de engañar a la Reserva del Ejército de Estados Unidos para evitar el servicio en la Guerra de Vietnam. Bill y Hillary Rodham Clinton abordaron las acusaciones de conducta sexual inapropiada en una entrevista de Steve Kroft en un episodio de 60 Minutes transmitido después del Super Bowl XXVI. Aunque en ese momento los Clinton negaron tener una aventura, admitieron haber conocido a Flowers y Bill admitió que él había causado problemas en su matrimonio. Aunque Clinton perdió ante Paul Tsongas en las primarias de New Hampshire y sufrió críticas persistentes sobre su carácter durante el resto de las elecciones, ganó las primarias del Súper Martes. Finalmente consiguió la nominación demócrata después de ganar las primarias en Illinois y Míchigan, lo que le valió el apodo de "The Comeback Kid" ("El chico que resurge").  Al mismo tiempo, el liderazgo de Bush decayó debido al manejo de su administración de la recesión económica de inicios de la década de 1990 y los disturbios de 1992 en Los Ángeles.

### Aparición en el Arsenio Hall Show
Clinton fue invitado a The Arsenio Hall Show el miércoles 3 de junio de 1992, el día después de obtener la nominación del Partido Demócrata. Tocó "Heartbreak Hotel" en saxofón. La aparición a menudo se considera un momento importante en la carrera política de Clinton, lo que ayudó a construir su popularidad entre las minorías y los votantes jóvenes. La aparición de Clinton en el programa y la subsiguiente cobertura mediática lo catapultó por delante de Bush en las encuestas.

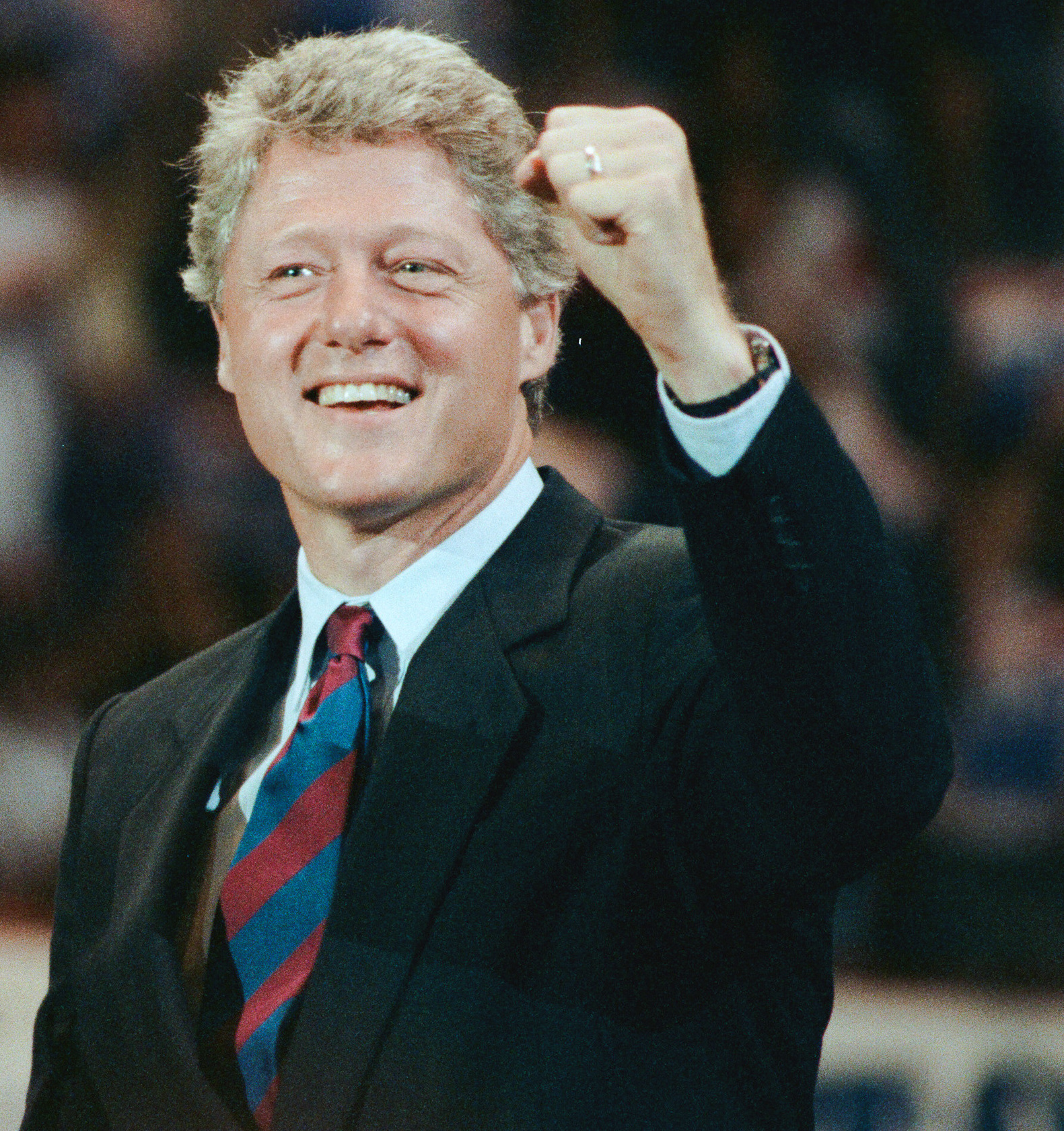
Clinton en la campaña de 1992.

### Selección de compañero de fórmula
En junio y julio de 1992, creció la especulación sobre a quién elegiría Clinton como su compañero de fórmula. Entre los posibles candidatos se encontraban Kerrey, el congresista de Indiana Lee Hamilton, el congresista de Missouri Dick Gephardt, el senador de Tennessee Al Gore, el senador de Nueva Jersey Bill Bradley, el senador de Florida Bob Graham y el senador de Pensilvania Harris Wofford . El 9 de julio de 1992, Clinton seleccionó a Gore como su compañero de fórmula en la Mansión del Estado de Arkansas en Little Rock.

### Convención
Durante la Convención Demócrata de 1992, el salón de convenciones estuvo plagado por el hecho de que el candidato independiente Ross Perot estaba empatando o superando a Clinton en las encuestas de investigación de opinión. Esto provocó un giro moderado de los acontecimientos en la convención para recuperar a los votantes de Perot. Esto llevó a la selección de oradores como la congresista Barbara Jordan de Texas para dar un discurso de apertura bipartidista a los delegados de la convención. También habló el nominado a la vicepresidencia, Al Gore, quien apeló al centro ya que era, en ese momento, un demócrata moderado del sur de Tennessee.
Sin embargo, el último día de la convención convocada el 16 de julio de 1992, Ross Perot abandonó la carrera presidencial y dejó un hueco para que tanto Bush como Clinton se disputaran los nuevos votantes indecisos. Esto condujo en gran medida a la ventaja de Bill Clinton, quien pronunció su discurso de aceptación de nominación esa noche.

### Noche electoral de 1992
A lo largo de la noche de las elecciones, Clinton superó su desempeño en las zonas rurales del país, como en las montañas del oeste, ganando Montana, Colorado y Nuevo México (16 votos electorales). Clinton también ganó votantes rurales en el sur y el medio oeste, con estados como Misuri, Arkansas, Tennessee, Kentucky, West Virginia, Louisiana, Georgia e Iowa (57 votos electorales).

## Estrategia de campaña

### El bloqueo sureño
Una fuente de frustración para los demócratas después de la adopción de la estrategia sureña de Richard Nixon fue el creciente bloqueo republicano en los votos electorales del sur de Estados Unidos. La experiencia de Clinton en Arkansas les dio a los demócratas la esperanza de que podrían ganar algunos estados del sur y finalmente ganar las elecciones. Clinton luego hizo lo que incluso sus oponentes reconocieron fue un golpe maestro al elegir a Al Gore, un senador de Tennessee, como su compañero de fórmula. Esta elección desafiló una estrategia importante de la campaña de Bush de pintar a Clinton y Gore como "liberales del norte" en el molde de los candidatos anteriores George McGovern, Walter Mondale, Michael Dukakis y, en menor medida, Hubert Humphrey. Además, el historial militar anterior de Gore eliminó gran parte de las críticas que Clinton había recibido anteriormente.
Además de Gore, se rumoreaba que varios nombres competían por el segundo lugar, incluido el senador de Florida y exgobernador de Florida Bob Graham, el congresista de Indiana Lee H. Hamilton, el senador de Nebraska y exgobernador Bob Kerrey, el senador de Iowa Tom Harkin y el recién elegido senador de Pensilvania Harris Wofford.

### Índices de aprobación del presidente Bush
Durante la mayor parte de 1991, el presidente en funciones, George H. W. Bush, fue extremadamente popular después de la Guerra del Golfo Pérsico, con un índice de aprobación que en ocasiones llegó al 90 por ciento. Esa guerra había ayudado a borrar el síndrome de Vietnam que Estados Unidos había sentido desde la década de 1960, restaurando la confianza en la capacidad del país para afirmarse militarmente en el extranjero. Pero debido a la creciente percepción pública de una recesión económica, la popularidad de Bush comenzó a caer a fines de 1991 y, en febrero de 1992, su índice de aprobación cayó por debajo del 40%. La aprobación de Bush se mantendría baja durante el resto de la temporada de campaña.

### Razones de la victoria

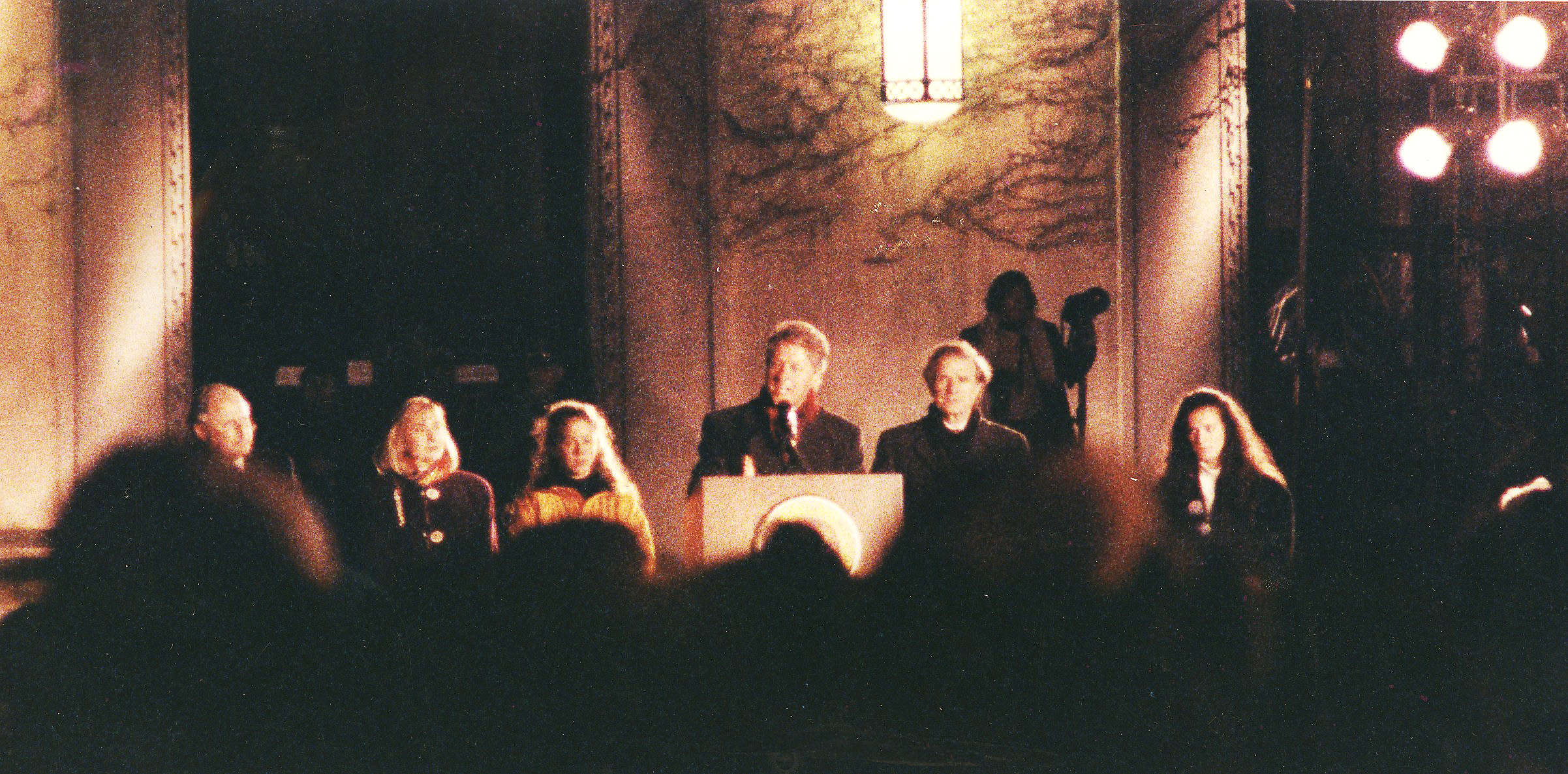
El candidato presidencial Bill Clinton frente a Rackham School en la Universidad de Míchigan el 19 de octubre de 1992, flanqueado por el senador de Míchigan Carl Levin, Hillary Clinton, Chelsea Clinton y el senador de Míchigan Donald W. Riegle, Jr.

El carisma de Clinton, combinado con un talentoso personal de campaña y una hábil estrategia de campaña, condujo a la victoria. Los teóricos organizacionales han propuesto que la estructura de su campaña adoptó una combinación efectiva de informalidad con una clara definición de objetivos, lo que permitió una creatividad estructurada. También estaba el factor Ross Perot, ya que obtuvo muchos votos de la base enojada debido a que Bush rompió la promesa de no impuestos. Bill Clinton también se centró en la economía en 1992 debido a la recesión y se postuló en base a la elección de escuelas, la enmienda del presupuesto equilibrado, la oposición a la inmigración ilegal y el apoyo al TLCAN .